# 边关道
边关道，中华民国初年设置的道。
1913年4月置。属甘肃省。治所、辖县以及今辖区与1914年6月所置安肃道同。1914年6月改名安肃道。